# Tacertaenia
Tacertaenia là một chi bướm đêm thuộc phân họ Tortricinae của họ Tortricidae.

## Các loài
- Tacertaenia polonorum Razowski, 1997